# Armeegruppe Beseler
Als Armeegruppe Beseler (AOK Beseler) wurde ein Großverband und die dazugehörige  Kommandobehörde des deutschen Heeres während des Ersten Weltkrieges (1914–1918) bezeichnet. Sie umfasste mehrere Armee- oder Reservekorps sowie zahlreiche Spezialtruppen.

## Geschichte
Als die belgischen Streitkräfte Ende August 1914 vor der deutschen Offensive in den Bereich der Festung Antwerpen auswichen, wurden sie von den vorrückenden deutschen Truppen zunächst passiert. Nur wenige deutsche Truppen blieben zunächst zur Beobachtung der Festung zurück. Erst nach der Schlacht an der Marne (5.–12. September 1914) stellte die Oberste Heeresleitung weitere Truppen zur Verfügung. 
Diese wurden am 27. September 1914 unter dem einheitlichen Befehl des Kommandierenden Generals des III. Reserve-Korps General der Infanterie Hans von Beseler zur Armeegruppe Beseler zusammengefasst. Die Armeegruppe unterstand direkt der Obersten Heeresleitung und war in der Durchführung des Angriffs auf Antwerpen unabhängig. Nachdem die Festung am 10. Oktober 1914 erobert war, wurden die Truppen der Armeegruppe wieder auf andere Frontabschnitte verteilt.
Etwa ein Jahr später kam es an der Ostfront zu einer ähnlichen Situation. Dort sollte Ende Juli 1915 der Angriff auf die russische Festung Nowogeorgiewsk beginnen. Zu diesem Zweck wurde am 21. Juli 1915 erneut eine Armeegruppe Beseler unter dem General, der sich bei Antwerpen bewährt hatte, aufgestellt. Der Kampf um die Festung dauerte vom 4. bis zum 20. August 1915 (→ Belagerung von Nowogeorgiewsk). Nachdem die Festung gefallen war, wurde die Armeegruppe am 24. August wieder aufgelöst. Beselers Angriffsgruppe umfasste das Korps Dickhuth und die 14. Landwehr-Division des XVII. Reserve-Korps.